# Рейхсгау Судетенланд
Рейхсгау  Судеты (нем. Reichsgau Sudetenland) —  административная единица Нацистской Германии, существовшая в период с 1 мая 1939 по 8 мая 1945 года.
Административный центр располагался в городе Райхенберг, ныне это город Либерец на севере современной Чехии.
Рейхсгау располагался на территории Судетской области, аннексированной у Чехословакии в 1938 году по Мюнхенскому соглашению.
С самого своего учреждения и до капитуляции Германии рейхсштатгальтером Рейхсгау был судетский немец Конрад Хенлайн, лидер чехословацких фольксдойче и основатель Судето-немецкой партии в Чехословакии.